# Tradescantia fluminensis
L'erba miseria (Tradescantia fluminensis Vell.), è una pianta erbacea della famiglia Commelinaceae, originaria delle foreste pluviali brasiliane.